# 本·霍靈斯沃斯
本·霍靈斯沃斯（英語：Ben Hollingsworth，1984年9月7日—）是加拿大的一位演員。他出生在安大略省布羅克維爾。他曾經就讀於加拿大國立戲劇學院。他出演過金裝律師等電視劇。